# Diecéze assidonská
Diecéze Assidona je zrušená titulární diecéze římskokatolické církve.

## Historie
Assidona, což odpovídá dnes španělskému městu Medina-Sidonia, bylo starověké biskupské sídlo vizigótského království, které přetrvalo během okupace Umajjoců a Córdobského chalífátu, a poté zmizelo s příchodem Almohadů v letech 1146/1147.
Jsou známý sedm biskupů této diecéze.
Během 20. století se diecéze stala titulárním biskupský sídlem, toto sídlo bylo zrušeno roku 1980, kdy byla vytvořena diecéze Asidonia-Jerez.

## Seznam biskupů
- Ruffinus (610–619)
- Pimenius (629–649)
- Teodoratius (681–688)
- Gerontius (690–693)
- Mirus (zmíněn roku 862)
- Stephanus (polovina 10. století)
- Neznámý (asi 1145)

## Seznam titulárních biskupů
- 1969–1970 Edward Quentin Jennings
- 1971–1975 Dante Bernini
- 1975–1978 Aldo Garzia